# Хартув
Хартув (пол. Chartów) — село в Польщі, у гміні Слонськ Суленцинського повіту Любуського воєводства.
Населення — 88 осіб (2011).
У 1975-1998 роках село належало до Гожовського воєводства.

## Демографія
Демографічна структура станом на 31 березня 2011 року:
|          | Загалом | Допрацездатний вік | Працездатний вік | Постпрацездатний вік |
| -------- | ------- | ------------------ | ---------------- | -------------------- |
| Чоловіки | 37      | 9                  | 26               | 2                    |
| Жінки    | 51      | 14                 | 31               | 6                    |
| Разом    | 88      | 23                 | 57               | 8                    |